# کونترکور، کبک

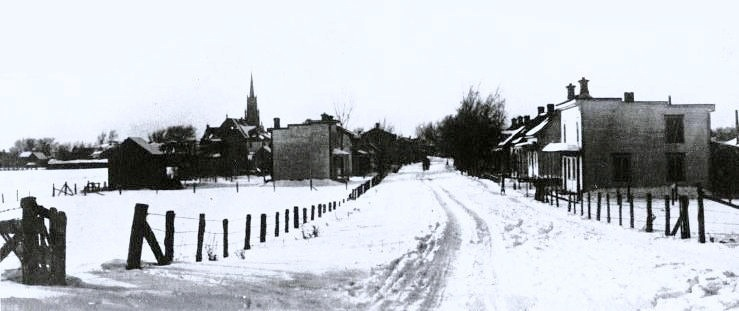
کونترکور در سال ۱۹۱۰

کونترکور (به فرانسوی: Contrecœur) شهرکی در منطقه شهری مارگریت-دیوویل ناحیه مونترژی در استان کبک کانادا است. در سرشماری سال ۲۰۱۱ این شهرک ۵٬۶۰۳ نفر جمعیت داشته‌است و مساحت آن ۶۱٫۵۶ کیلومتر مربع است.